# Don’t repeat yourself
Don’t repeat yourself (DRY; с англ. — «не повторяйся») — это принцип разработки программного обеспечения, нацеленный на снижение повторения информации различного рода, особенно в системах со множеством слоёв абстрагирования. Принцип DRY формулируется как: «Каждая часть знания должна иметь единственное, непротиворечивое и авторитетное представление в рамках системы». Он был сформулирован Энди Хантом и Дэйвом Томасом в их книге Программист-прагматик. Они применяли этот принцип к «схемам баз данных, планам тестирования, сборкам программного обеспечения, даже к документации». Когда принцип DRY применяется успешно, изменение единственного элемента системы не требует внесения изменений в другие, логически не связанные элементы. Те элементы, которые логически связаны, изменяются предсказуемо и единообразно. Помимо использования методов и функций в коде, Томас и Хант считают необходимым использование генераторов кода, автоматических систем компиляции.

## Применение принципа DRY
Принцип DRY, известный также как единственный источник истины, превалирует в системах с управляемой моделями архитектурой, в которых артефакты программы извлекаются из главной модели объекта и выражаются в такой форме, как UML. Код, написанный по принципу DRY, создаётся с помощью конвертации данных и генераторов кода, которые позволяют разработчику ПО избежать операций вырезания, копирования и вставки. Обычно код, написанный по этому принципу, позволяет легче управлять большими информационными системами. Такие инструменты, как XDoclet и XSLT являются примерами техник программирования DRY. Примерами систем, которые требуют дублирования информации, являются Enterprise Java Beans версии 2, которая требует не только дублирования в коде Java, но и в файлах конфигурации.
Примерами систем, в которых сделана попытка устранить дублирование информации, являются фреймворки Symfony, web2py, Yii, Django, Ruby on Rails, Phalcon, а также среды разработки Visual Studio LightSwitch и Enterprise Java Beans версии 3.

## DRY и WET
Нарушения принципа DRY называют WET — «Write Everything Twice» (рус. Пиши всё дважды) или «We enjoy typing» (рус. Нам нравится печатать). Это игра английских слов «dry» (рус. сухой) и «wet» (рус. влажный).